# Ampedus japonicus
Ampedus japonicus là một loài bọ cánh cứng trong họ Elateridae. Loài này được Silfverberg miêu tả khoa học năm 1977.